# Director científico
Director científico (en inglés chief scientific officer o C.S.O.) es un puesto al frente de las operaciones de investigación científica en organizaciones o compañías que realizan importantes proyectos de investigación científica.

## Descripción
Generalmente es responsable de visualizar y desarrollar capacidades de investigación (humana, metodológica y tecnológica) para desarrollar evidencia de la validez y utilidad de los productos de investigación, y para comunicarse con las comunidades científicas y de clientes con respecto a las capacidades y ofertas de productos científicos. 
En algunas organizaciones, la misma persona puede tener este título junto con el de director de tecnología (C.T.O.). Alternativamente, una empresa podría tener una figura u otra, o ambas ocupadas por personas separadas. A menudo,  existen directores científicos en empresas fuertemente orientadas a la investigación, mientras que los directores de tecnología existen en empresas enfocadas al desarrollo de productos. La categoría típica de investigación y desarrollo que existe en muchas empresas de ciencia y tecnología puede ser dirigida por cualquiera de las dos figuras, dependiendo de cual área sea el enfoque principal de la organización.
Un director científico casi siempre tiene un conocimiento científico puro y de grado avanzado, mientras que un director de tecnología a menudo tiene experiencia en ingeniería o desarrollo comercial.
Algunas organizaciones académicas de investigación, como Fox Chase Cancer Center, el Dana-Faber Cancer Institute, y el San Diego Supercomputer Center han adoptado un título similar al de director científico. Típicamente, su función es evaluar y establecer prioridades científicas y coordinar la estructura administrativa que respalda a los científicos.Un director científico comúnmente tiene una formación científica o académica, sin embargo, pueden no ser científicos o académicos practicantes. 

## Inglaterra
En el Servicio Nacional de Salud de Inglaterra, el director científico es la cabeza de profesión para 53.000 científicos en el área de la salud que trabajan en la organización y sus cuerpos asociados. El director científico es uno de los seis oficiales profesionales del NHS (incluyendo al director médico y el jefe de enfermería) que son empleados dentro del Servicio Nacional de Salud de Inglaterra. Estos roles dirigen sus propios grupos profesionales y proporcionan conocimiento experto sobre sus disciplinas específicas al Servicio Nacional de Salud de Inglaterra y más ampliamente al sistema de salud y atención.
El director científico proporciona liderazgo profesional y asesoramiento clínico experto en todo el sistema de salud, además de trabajar en conjunto con líderes clínicos senior dentro del Servicio Nacional de Salud de Inglaterra y el sistema de puesta en servicio más amplio. El director científico también es responsable de entregar la estrategia del gobierno para una fuerza de trabajo modernizada en ciencias de la salud.
El profesor Sue Hill de la Orden del Imperio Británico ha sido el director científico desde octubre de 2002 , primer en el departamento de salud y posteriormente Servicio Nacional de Salud de Inglaterra. El papel se fortaleció en marzo de 2013, con el nombramiento de un director científico adjunto.